# Sublime (2022)
Sublime ist ein Filmdrama von Mariano Biasin, das im Februar 2022 im Rahmen der Filmfestspiele in Berlin seine Premiere feierte.

## Handlung
Der 16-jährige Manuel lebt in einer Küstenstadt, geht noch zur Schule und ist mit seiner Klassenkameradin Azul zusammen. Sie haben sich von Anfang an gut verstanden, und ihre Beziehung läuft sehr gut, auch wenn ihr Erstes Mal noch auf sich warten lässt. Auch sein Vater ist Musiker und fertigt Instrumente. Seine Mutter arbeitet als Psychologin, und dann hat Manuel noch eine kleine Schwester namens Antonia, mit der er sich ein Zimmer teilt. Sein bester Freund Felipe ist wie ein Bruder für ihn. Sie sind zusammen aufgewachsen und machen noch heute die meisten Dinge gemeinsam. Von ihm bekommt Manuel auch einen alten, im Wald geparkten Bus für ein romantisches Treffen mit Azul zur Verfügung gestellt, doch beide Teenager scheinen es mit dem Sex noch nicht so eilig zu haben.
Gemeinsam mit ihren Klassenkameraden Fran und Mauro haben Manuel und Felipe eine kleine Rockband gegründet. Sie proben wegen einer geplanten Aufnahme gerade wieder regelmäßig. Eines Nachts hat Manuel einen Traum, der ihn verunsichert und ihm die Augen öffnet. Manuel hat sich in Felipe verliebt und fragt sich, ob diese Gefühle womöglich auf Gegenseitigkeit beruhen könnten.
Einige Tage später erzählt Manuel seinem besten Freund, dass er mit Azul Schluss gemacht hat. Der hat sich gerade ein wenig in Frans Cousine Sol verguckt und plant eine romantische Nacht mit ihr in seinem Bus. Weil Manuel diesen Gedanken nicht erträgt, verwüstet er am Tag vor dem Stelldichein das von Felipe liebevoll hergerichtete Liebesnest. Am Tag danach gesteht er ihm, dass er dafür verantwortlich war und er sich in ihn verliebt hat, verlässt die Szene aber direkt nach dem Geständnis. Nur Azul gegenüber schafft er es, seine Liebe gegenüber Felipe ausführlich einzugestehen.
Für eine geplante Geburtstagsparty hat die Band den Gästen ein äußerst himmlisches Erlebnis versprochen. Bei dem Auftritt stehen Felipe, Mauro und Fran jedoch anfänglich ohne ihren vierten Mann auf der Bühne, der sich in der letzten Zeit auch nicht bei den Proben hat blicken lassen. Als Manuel hört, dass die Band ohne ihn nicht wirklich gut klingt, stöpselt er seinen E-Bass in die Anlage und steigt ein. Auch Felipe scheint sich über seine Rückkehr in die Band zu freuen. Als letzten Programmpunkt spielen sie den Song Nothing will Change, den Felipe und Manuel zusammen geschrieben haben.
In der letzten Szene sieht man Manuel und Felipe mit Freunden beim Fußballspielen am Strand. Mitten im Spiel küsst Felipe Manuel plötzlich auf den Mund.

## Produktion
Regie führte Mariano Biasin, der auch das Drehbuch schrieb. Er ist Absolvent der Professional School of Cinematography „Eliseo Subiela“ und arbeitete unter anderem als Regieassistent für Paula Hernández, Pablo Giorgelli, Eliseo Subiela, Diego Lerman, Gastón Duprat und Julio Chávez. Es handelt sich nach dem mittellangen Marisol von 2005 um Biasins zweiten längeren Film und um sein Spielfilmdebüt. Für seinen Kurzfilm El inicio de Fabrizio wurde Biasin 2016 bei den Filmfestspielen von Berlin mit dem Gläsernen Bären in der Sektion Generation Kplus ausgezeichnet.
„Als ich mich entschied, einen LGBT-Film zu machen, wollte ich nicht über Diskriminierung sprechen, sondern mich darauf konzentrieren, was mit dem Protagonisten passiert“, so Biasín im Interview bei der Vorstellung von Sublime beim spanischen Filmfestival in San Sebastian. Laut Biasín gehe die Generation im Alter seiner Figuren „leichter“ mit Männlichkeiten und Geschlechtern um, ein „Bodengewinn“, von dem er hofft, dass er immer größer wird.
Die beiden jungen Protagonisten Manuel und sein bester Freund Felipe werden von Martín Miller und Teo Inama Chiabando gespielt. Zu den anderen Nachwuchsschauspielern in dem Film gehören Azul Mazzeo als Manuels Freundin Azul, Facundo Trotonda als Mauro und Joaquín Arana als Fran. Candela De Carli spielt ihre Klassenkameradin Lara, Agustina Midolo spielt Frans Cousine Sol. In den Rollen der Erwachsenen sind zu sehen Javier Drolas und Carolina Tejeda als Manuels Eltern, Pedro González, Candela de Carli, Emma Subiela, Jorge Sesán und Marcelo Subiotto. Federico Pacini spielt Azuls Bruder.
Die Dreharbeiten wurden im Mai 2021 beendet. Biasin arbeitete hierfür mit Iván Gierasinchuk zusammen.

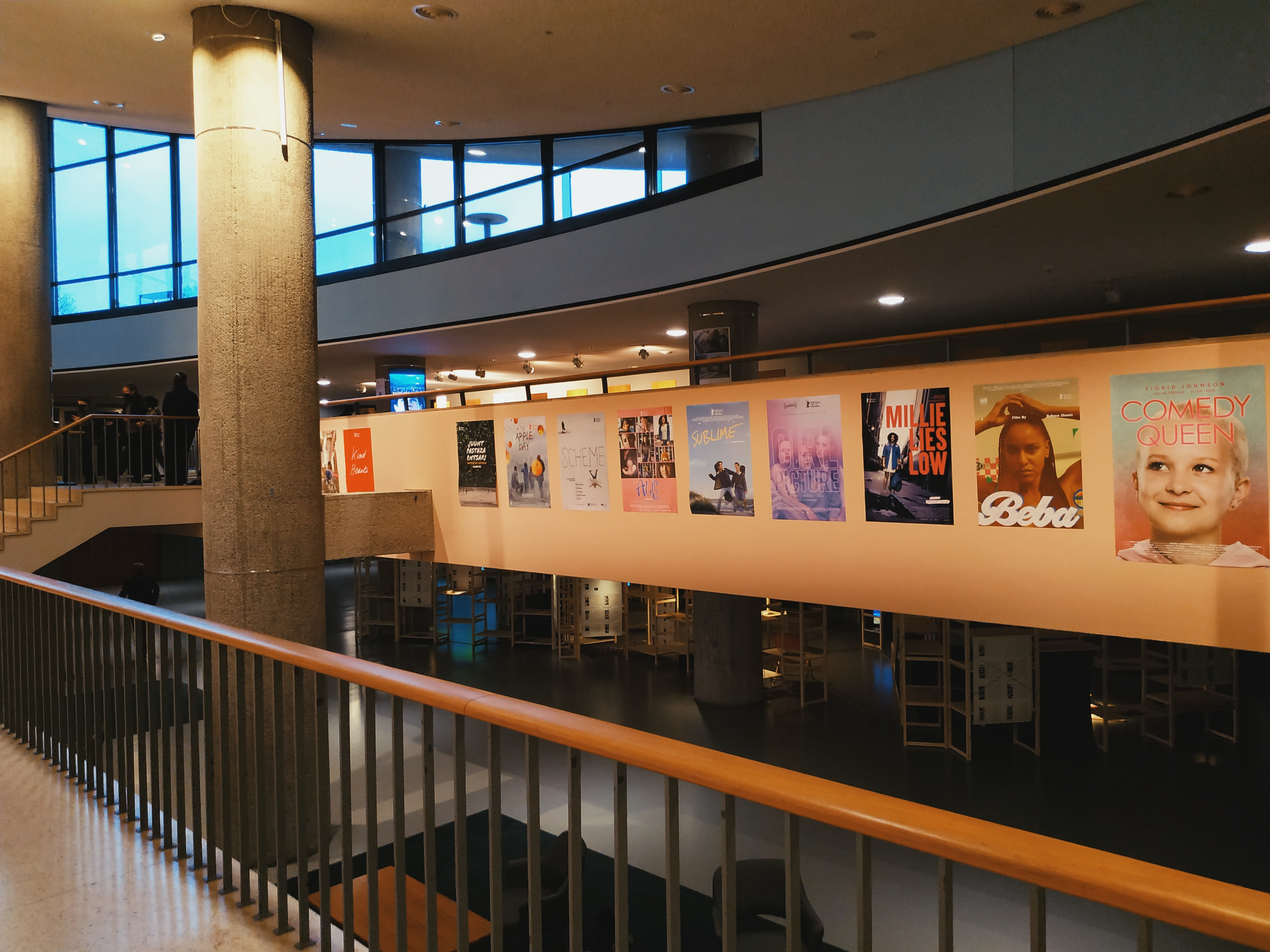
Die Premiere erfolgte im Februar 2022 bei der Berlinale, wo der Film in der Sektion Generation gezeigt wurde

Die Filmmusik komponierte Emilio Cervini. Das Soundtrack-Album wurde am 16. September 2022 von Plaza Mayor veröffentlicht.
Erste Vorstellungen des Films erfolgten im Februar 2022 bei den Filmfestspielen in Berlin, wo er in der Sektion Generation gezeigt wurde. Im März 2022 wurde er beim London LGBTQIA+ Film Festival vorgestellt. Im April 2022 wurde er beim Seattle International Film Festival und beim San Francisco International Film Festival  gezeigt. Ende Mai, Anfang Juni 2022 erfolgten Vorstellungen beim Inside Out Toronto 2SLGBTQ+ Film Festival, ebenso beim Kinder- und Jugendfilmfestival in Zlín. Im Juni 2022 wurde er auch im Rahmen von Berlinale Goes Open Air gezeigt. Ab Mitte Juli 2022 wurde er beim Outfest Los Angeles vorgestellt. Im September 2022 wurde er beim Internationalen Filmfestival von San Sebastián gezeigt. Im gleichen Monat erfolgten Vorstellungen beim Queerfilmfestival. Die internationalen Rechte am Film erwarb Meikincine. Im Januar 2023 wird er beim Palm Springs International Film Festival gezeigt.

## Rezeption

### Kritiken
Der Film konnte 83 Prozent der bei Rotten Tomatoes erfassten Kritiker überzeugen bei einer Bewertung mit durchschnittlich 7,2 von 10 möglichen Punkten.

### Auszeichnungen
Cleveland International Film Festival 2022
- Nominierung im New Direction Competition (Mariano Biasin)[20]

Internationale Filmfestspiele Berlin 2022
- Nominierung im Wettbewerb Generation 14plus[21]
- Nominierung für den Teddy Award[22]
- Nominierung für den GWFF Preis Bester Erstlingsfilm[23]

Kinder- und Jugendfilmfestival Zlín 2022
- Nominierung im Internationalen Wettbewerb Jugendfilm[12]

Outfest Los Angeles 2022
- Auszeichnung mit dem Grand Jury Prize for Outstanding Screenplay in a International Narrative Feature (Mariano Biasin)[24]

San Francisco International Film Festival 2022
- Nominierung als New Director (Mariano Biasin)[25]

San Sebastian Film Festival  2022
- Nominierung für den Premio Horizontes (Mariano Biasin)
- Auszeichnung mit dem Latino Award für sexuelle und geschlechtliche Vielfalt[26]

Seattle International Film Festival 2022
- Auszeichnung mit dem Großen Preis der Jury im Ibero-American Competition (Mariano Biasin)
- Nominierung für den Futurewave Youth Jury Award (Mariano Biasin)[27][28]